# Stephanie Romanov
Pour les articles homonymes, voir Romanov_(homonymie).
Stephanie Romanov est une actrice  américaine née le 24 janvier 1969.

## Biographie

### Carrière
Elle a tourné dans les séries TV Models Inc. et Angel dans le rôle de Lilah Morgan.
Elle a aussi tourné dans des films comme Agent zéro zéro, Final Cut, Treize jours (Thirteen Days) dans le rôle de Jacqueline Kennedy, Sunset Strip (en).
Ainsi que quelques apparitions dans Voilà ! (saison 2 épisode 4), The Sentinel (saison 3, épisode 5), Nash Bridges (saison 3 épisode 16) et Demain à la une (saison 2 épisode 7).

### Vie privée
Elle a une formation de danseuse et parle plusieurs langues. Romanov a épousé le producteur de films Nick Wechsler le 26 décembre 2001 au Cambodge. Le 1er juin 2005, elle a donné naissance à une petite fille, Lily Andreja Romanov-Wechsler. Elle est d'ascendance russe.

## Filmographie

### Cinéma
- 1996 : Menno's Mind : Loria
- 1996 : Agent zéro zéro : Victoria/Barbara Dahl
- 1997 : Cadillac : Kathy
- 1999 : Dark Spiral : Soupie
- 2000 : Sunset Strip (en) d'Adam Collis (en) : Christine
- 2000 : Treize jours (Thirteen Days) : Jacqueline Kennedy
- 2001 : It Is What It Is
- 2003 : Tricks : Candy
- 2004 : The Final Cut : Jennifer Bannister
- 2010 : Last Night : Sandra
- 2012 : Slumber Party Slaughter : Victoria Spencer

### Télévision
- 1994 : Melrose Place : Teri Spencer
- 1994 : Models, Inc. : Teri Spencer et Monique Duran
- 1995 : Burke's Law (épisode Who Killed the Tennis Ace ?) : Liza Dean
- 1995 : Homicide : Life on the Street (épisode Fire 1 et 2) : Anne Kennedy
- 1997 : The Sentinel (épisode The Inside Man) : Michelle Lazar (aka MICHEL M.)
- 1997 : Voilà ! (épisode La Cage) : Nikki Ellston
- 1998 : Alexandria Hotel
- 1999 et 2001 : 7 jours pour agir : Svetlana Vukavitch
- 1999-2003 : Angel : Lilah Morgan